# Togo nos Jogos Olímpicos de Verão de 1984
Togo competiu nos Jogos Olímpicos de Verão de 1984 em Los Angeles, Estados Unidos. O país retornou às Olimpíadas após não disputar os Jogos de 1976 e 1980.

## Resultados por evento

### Atletismo
400m masculino
- Adje-Adjeoda Vignon
  - Eliminatórias — 47.43 (→ não avançou)

Salto em distância masculino
- Bilanday Bodjona
  - Classificatória — 6,82 m (→ não avançou, 26º lugar)

### Boxe
Peso galo (54 kg)
- Yao Gaitor
  1. Primeira rodada — perdeu para FIN Jarmo Eskelinen, 0-5

Peso pena (57 kg)
- Avi Sodogah
  1. Primeira rodada — bye
  2. Segunda rodada — perdeu para EGY Mohamed Hegazy, 0-5

Peso leve (60 kg)
- Ama Sodogah
  1. Primeira rodada — bye
  2. Segunda rodada — perdeu para UGA Geoffrey Nyeko, 0-5